# Nielles-lès-Bléquin
Nielles-lès-Bléquin (niederländisch Nieles) ist eine französische Gemeinde mit 913 Einwohnern (Stand: 1. Januar 2022) im Département Pas-de-Calais in der Region Hauts-de-France. Sie gehört zum Arrondissement Saint-Omer und zum Kanton Lumbres. Die Einwohner werden Niellois genannt.

## Geographie
Nielles-lès-Bléquin liegt etwa 17 Kilometer südwestlich von Saint-Omer am namengebenden Flüsschen Bléquin, einem Zufluss des Aa. Die Gemeinde gehört zum Regionalen Naturpark Caps et Marais d’Opale.
Umgeben wird Nielles-lès-Bléquin von den Nachbargemeinden Seninghem im Norden, Affringues im Nordosten, Wismes im Osten und Südosten, Vaudringhem im Süden sowie Bléquin im Westen.

## Bevölkerungsentwicklung

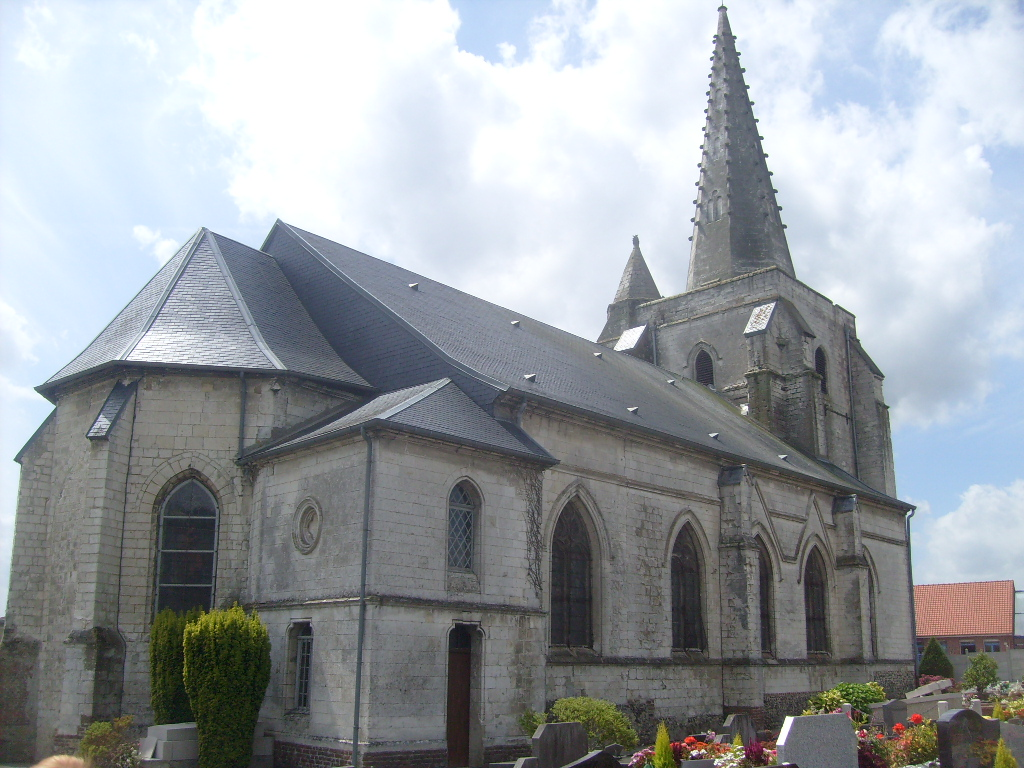
Kirche Saint-Martin

| Jahr                       | 1962 | 1968 | 1975 | 1982 | 1990 | 1999 | 2006 | 2013 | 2020 |
| Einwohner                  | 759  | 780  | 714  | 755  | 760  | 795  | 788  | 852  | 898  |
| Quellen: Cassini und INSEE |      |      |      |      |      |      |      |      |      |

## Sehenswürdigkeiten
- Kirche Saint-Martin aus dem 12. Jahrhundert

## Sport
Im Jahr 2022 führte die 4. Etappe der 109. Austragung der Tour de France durch Nielles-lès-Bléquin. Auf der Rue de la Gare (D191) wurde mit der Côte de Nielles-lès-Bléquin (170 m) eine Bergwertung der 4. Kategorie abgenommen. Sieger der Bergwertung war der Däne Magnus Cort Nielsen.